# 英語の語彙の変化 (古英語)
この項では古英語にあるが現代では用いられなくなった単語、意味を挙げる。

## 動物
- āðexe：トカゲを指す。現代のlizardはラテン語のlacertusから来た古フランス語のlesardによる。
- ælepūte：タラを指す。現代のburbotは古フランス語のborboteによる。最初の用例は1475年とされる。
- culfre：ハト（dove,culver）を指す。中英語に見られるdouve（現代英語dove）は古英語の由来と思われるが仮定される*dūfeは例証されていない。AHDではculverが俗ラテン語のcolombulaに由来すると載せている。OEDではcolombulaの可能性があるとはしながら固有語に由来するという立場をとる。culverの初出は825年、doveは1200年である。
- dēor：古英語では一般に獣を言うが次第に特殊な意味で使っていたシカを指すようになり中英語を経て現代の「deer」に至る。
- dūfedoppa：ペリカンを指す。pelicanは究極的にはギリシア語に由来する。
- ened：カモ、アヒルを指す。AHDでは古高ドイツ語のantrahhoのantの部分がenedに、trahhoの部分が現代のdrakeに対応するという説を載せているが、OEDはこの説（*andrakeを仮定する）を根拠なしとしている。
- fifalde：蝶を指す。少なくとも1000年頃には現代に通ずるbutorflēoge（＞butterfly）があったが、fifaldeという単語もあった。
- firgenbucca：アイベックスを指す。現代のibexはラテン語のībexに由来する。1607年の「The historie of foure-footed beastes」にibecksの形で見られる。
- gesceap：「形」の意。1050年の文献に遡る。古英語では広く用いられ、動物の意味も持つ。現代のcreatureはラテン語のcreātūra（作成物）に由来する。
  - gesceaft：「作り」の意。gesceapと語源は同じで最古の用例は888年のものである。
- hacod：ボラを指す。OEDでは方言として1847年の「大きいカマス」の用例を挙げているが他の辞書には載っていない。現代の「mullet」は中英語から見られる。
- hwilpe：シギをいう。中英語から古フランス語のcourlieu（擬音語と推測されている）の借用のcurleuを使い現代のcurlewに至る。
- higera：カケスをいう。
- iht:動物をいう
- mereswīn：mere（海）＋swīn（豚）でイルカをいう。現代のdolphinはギリシア語に由来し、12世紀に古フランス語から持ち込まれた。
- mūshāfoc：mūs（鼠）＋hāfoc （鷹）でノスリ（別名として用いられ一般的ではなかった）をいう。現代のbuzzardは中英語でbusardといい、ラテン語のbūtēoによる。
- ryðða：マスティフ犬をいう。1387年の用例に見られラテン語（mānsuētus,飼いならされた）に由来する。
- scræb:鵜をいう。現代のcormorantは1320年の用例にcormerantの形で表れラテン語に由来する。
- sisemūs：ヤマネをいう。
- wildhænn,wōrhana：キジをいう。現代のpheasantは1299年の用例にfesaundとして表れギリシア語に由来する。
- wyrm：古英語では現代のworm（ミミズ、条虫の類をいう）に加えヘビ、竜の爬虫類や昆虫も含む。
  - cawelwyrm：cawel（キャベツ）＋wyrm（虫）でキャベツの葉を食う虫、青虫をいう。
  - lēafwyrm：lēaf（葉）＋wyrm（虫）で青虫をいう。現代のcaterpillarはcatyrpelの形で1440年に見られる。
  - mælsceafa：青虫をいう。mælが一語で用いられている例はないが北欧に同源の単語がある。

## 身体
- earsgang：肛門をいう。現代のanusは1658年まで使われておらずラテン語のānusの直接の借用である。
- feorhbold,feorhhold,feorhhus：体をいう
- hrēsel：橈骨をいう。
- līc（like, lich, lych, lyche,lykeともつづられた）：体の意味の一般的な単語。現代ではlych-gate、lych-owl、lyke-wakeの成分として残る。
  - līcfæt：体をいう。
  - līchoma：体をいう。
- lið：関節をいう。
- midhriðre：横隔膜をいう。
- nebb：顔をいう。OEDに嘴、動物の突き出た鼻という意味で現用の単語として載っているが人面の意味では1525年が最近の例である。
- ōcusta：上腕をいう。現代のarmpitは1400年代の例にarme-pyttとして表れる。
  - ōxn：上腕をいう。
- ondwlita：顔をいう。
- onsīen：顔をいう。
- ūtgang：ūt（外へ）＋gang（道）の意味で肛門をいう遠まわしな語。
- teors：陰茎をいう。現代で一般的なpenisは1578年まで用例が見られずラテン語の直接の借用である。
- setl：肛門をいう。
- wæpen：武器（現代英語weapon）の意味であるが陰茎を指す場合がある。

## 色
- æppelfealu：リンゴ（æppel）のような黄色（fealu）、橙色をいう。
- geolurēad：黄（geolu）＋赤（rēad）で橙色をいう。
- basurēadan：紫をいう。
- weolucbasu：紫をいう。

## その他
- andwurde, andwyrde：「答える」の意。and（対する）＋wurde（言葉）からなる。12世紀末にandswerianが取って代わり現代のanswerにつながる。
- æðele：「気高い、高貴な」の意味の形容詞、æðelu,æðeling, ēðelなど類語がある。現代ではドイツ語の借用である edelweiss（エーデルワイス,edel＋weiss）かオーストラリアのAdelaide（アデレード）（＜古高ドイツ語,adal＋haid）にしか見られず、同義のnoble（＜nobilis）,gentle（＜gentīlis）はラテン語に由来する、
- gerīm,getæl：数をいう。
- hæmed,liger：姦淫、交接をいう。
- mid：ドイツ語の前置詞のmitに同じ。14世紀末にwiþ（with）がmidの意味を吸収して現代に至る。OEDに1547年の用例があるが、擬古的なものではないかとされる。midwife（＜mid＋wīf,産婆）のmidはこのmidの名残である。
- wīg：「戦い」をいい動詞のwīgan,gewegan（戦う）からその現在分詞wīgend（戦士）も用いられる。ラテン語のvincereと同源。他に中英語で古代北欧語に由来するwightもあったが現代では廃れた。
- worn（m）：「数」をいう。現代のnumberはフランス語から入ったnoumbre（＜ラテン語numerus）に由来する。
- ymb(e)：「〜の周りに」の意味の前置詞でドイツ語の接辞のum-（umlautなど）、ギリシア語のαμφι、ラテン語のambi-と同源。現代で用いられるのはymb-ryne（走り）-dæg（日）に由来するEmber day（斎日）のみである。